# 2e groupe de reconnaissance de division d'infanterie
Le 2e groupe de reconnaissance de division d'infanterie est une unité de l'armée française créée en 1939 et rattachée à la 9e division d'infanterie motorisée. Elle a participé à la bataille de France lors de la seconde guerre mondiale. 

## Historique du 2e GRDI
Il est formé le 26 août 1939 à partir du 20e régiment de dragons et les centres mobilisateurs de cavalerie n°5 d'Orléans (majoritairement des réservistes du 1er groupe d'automitrailleuses et des soldats d'active du 8e régiment de chasseurs à cheval) et n°29 de Limoges. Il est de type motorisé et affecté à la 9e division d'infanterie motorisée (9e DIM).
Il est dirigé vers la Sarre (Rorbach) en prévision de l'offensive de la Sarre. Le GRDI couvre le flanc est de la 9e DIM qui s'engage vers Gersheim le 9 septembre 1939. Les Allemands se replient sans combattre, se contentant de piéger la zone. Le 10 septembre, un peloton est encerclé au niveau de la gare de  Gersheim (de). Le GRDI perd deux tués dans l'action lancée pour dégager le peloton, tandis que deux autres cavaliers perdent la vie quand leur side-car saute sur une mine à Niedergailbach. Le 11 après-midi, les motocyclistes de l'escadron du lieutenant de la Selle se rendent maîtres de Peppenkum d'où ils se replient après une contre-attaque allemande. Relevé par des unités d'infanterie, le GRDI reprend le combat le 14 septembre et les jours qui suivent, pour défendre des positions ou assurer la liaison entre la 9e DIM et les divisions voisines.
Le 2e GRDI revient en France le 26 septembre, rejoignant les Flandres le 2 octobre. La 9e DIM est alors rattachée à la 7e armée. Le 2e GRDI stationne à Quaëdypre puis Hazebrouck. Le 5 novembre, il rejoint Bray-Dunes car il est rattaché au groupement de Beauchesne avec plusieurs GRDI et GRCA pour être une des avant-gardes de l'armée française en Belgique et en Hollande en cas d'attaque allemande (Plan Dyle),. En avril 1940, le GRDI est transformé en GRDI avec automitrailleuses. Les cavaliers s'entrainent sur de vieilles automitrailleuses White AM (en) avant que l'unité reçoive 16 Panhard 178 le 13 avril et 15 Hotchkiss H39 le 21,. 
Ainsi lors de l'offensive allemande du 10 mai, il entre en Belgique et traverse sur des bacs l'Escaut pour entrer sur l'île de Flessingue (Pays-Bas). Le 12 mai, il se porte sur Berg-op-Zoom. Il combat le lendemain à Breda pour permettre le repli du 38e régiment d'infanterie et livre des combats retardateurs à Etten. Le 14 mai, il est violemment attaqué à Huijbergen et doit se replier sur Anvers puis  vers la France en direction de Valenciennes et le Cateau où il arrive le 16 mai. 

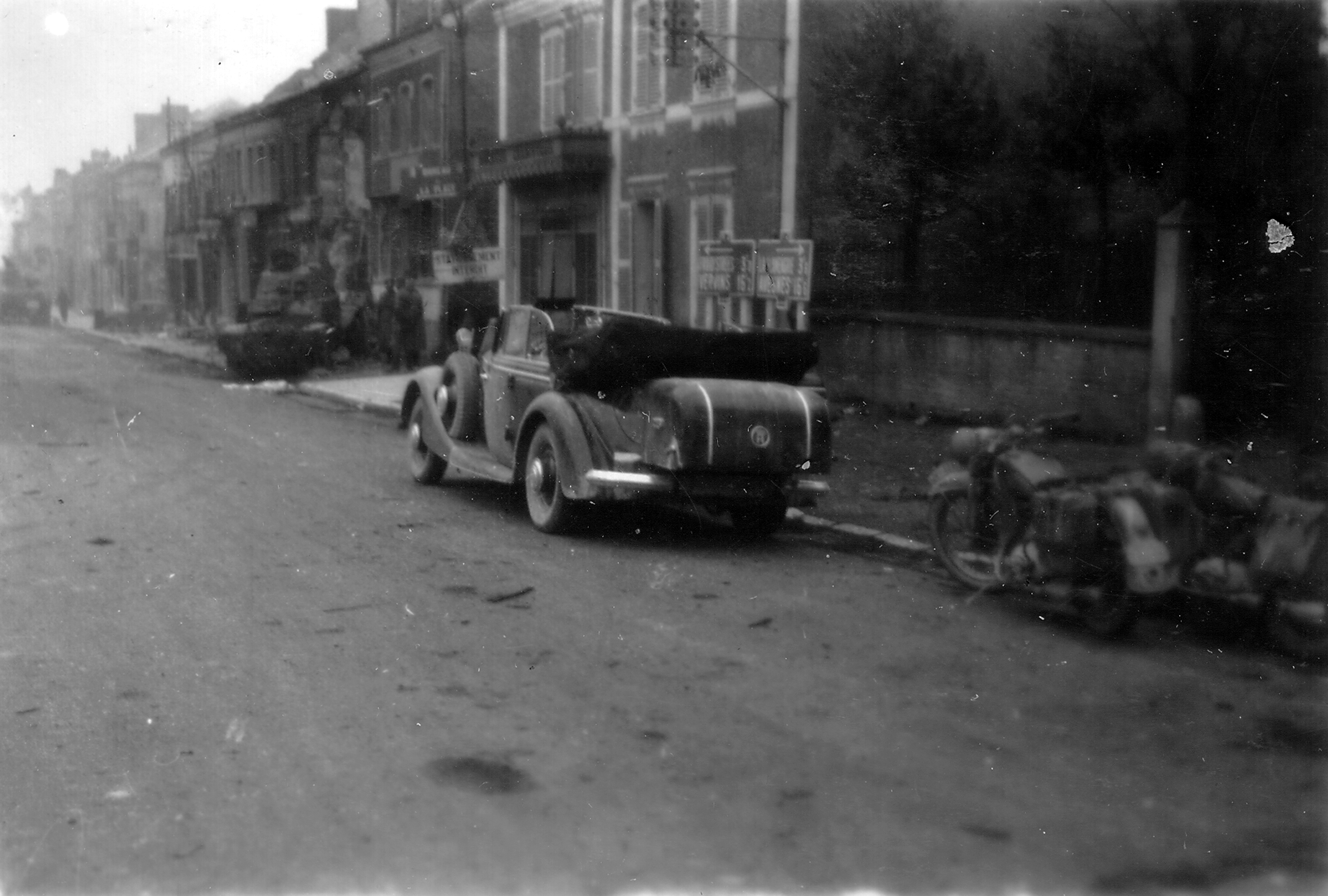
La Capelle (Aisne), mai 1940. Au fond, derrière la voiture allemande, on distingue une AMD Panhard du 2e GRDI détruite le 17 5 1940-.

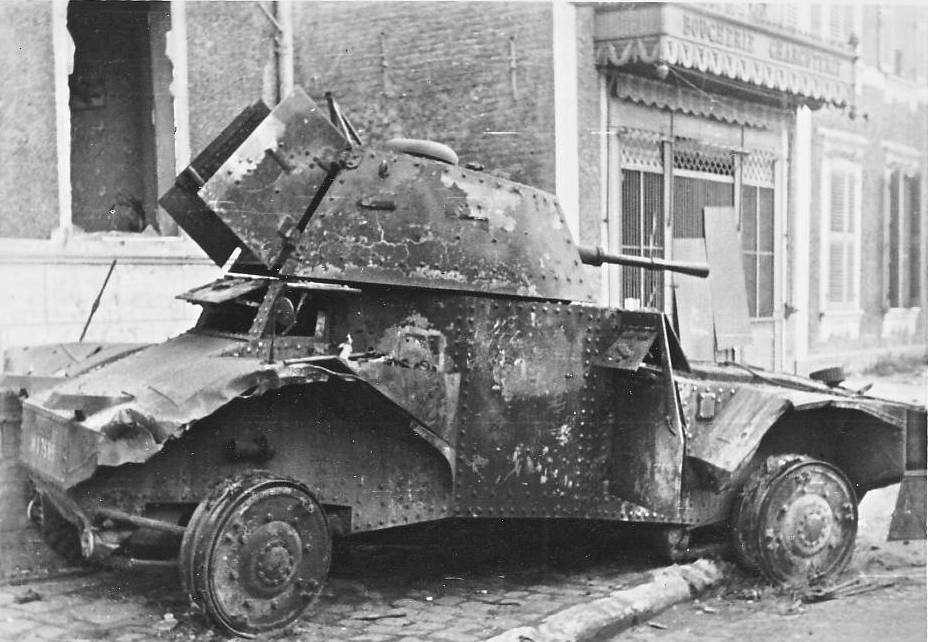
Vue rapprochée de l'automitrailleuse détruite à La Capelle.

Il est ensuite envoyé sur l'Oise entre Guise et Hirson pour s'opposer à l'avance ennemie mais il est forcé de se replier. Il se regroupe à Cambrai et combat au Catelet le 18 mai. L'AMD Panhard de l'aspirant de Mierry est isolée. Alors qu'elle guide une colonne d'éléments de diverses unités dans Le Catelet, l'officier trouve le général Giraud, chef de la 9e armée qui essaie d'échapper à pied à l'encerclement allemand. Le général monte dans l'automitrailleuse avant d'être capturé quelques heures plus tard à Wassigny.
Le GR se replie ensuite vers le Sud. Face au nombre de pertes, il est dissous le 1er juin. Pendant la campagne de mai, le GRDI a perdu (tués, blessés et prisonniers) le tiers de ses effectifs et les trois quarts de ses véhicules. Ses soldats rejoignent le 128e GRDI (réduit) et le 19e régiment de dragons, qui participe ensuite à la défense des ponts de la Loire.

## Ordre de bataille

### 9 septembre 1939 (Sarre)
- Commandement : Lieutenant-colonel d'Astafort[1]
- Escadron hors-rang (escadron de soutien) : ?[1]
- Groupe d'escadrons : Capitaine des Villettes[1]
  - Escadron de motocyclistes : Sous-lieutenant de la Selle[1]
  - Escadron de motocyclistes : Lieutenant Parouty[1]
- Escadron de Mitrailleuse et de Canons de 25 antichars : Capitaine de Mangou[1]

### 10 mai 1940 (Escaut)
- Commandement : Lieutenant-colonel d'Astafort, son adjoint est le lieutenant Ribadeau-Dumas[11]
- Escadron hors-rang (escadron de soutien logistique) : Capitaine Hubert, lieutenants Mossard, Robineau-Bourgneuf (alors absent) et Alardet[11]
- Groupe d'escadrons de découverte : Chef d’escadrons Hacquard[12]
  - Escadron d'automitrailleuses de découverte : capitaine de Villiers-Terrage, avec 1 Panhard 178[11],[12]
    - 4 pelotons (lieutenants Vitaud et de Luynes, sous-lieutenant Allo et aspirant Mierry), de 3 Panhard 178[11],[12]
    - Les trois Panhard restantes, dites voitures de volant, ne sont pas affectées à un peloton[12]

  - 1er escadron de motocyclistes : lieutenant Parouty[11]
    - 4 pelotons (lieutenants Guerrier et Ernoult, sous-lieutenants Gauthier et Barthes), de 2 groupes de combat sur side-cars (2 FM 24/29 par groupe)[11]
    - 1 mortier de 60[11]
- Groupe d'escadrons de reconnaissance : Capitaine des Villettes[11]
  - Escadron de chars : capitaine de Villiers-Terrage[11]
    - 4 pelotons (lieutenant Bideau, sous-lieutenant Braysse et aspirants Billy et Montborene), de 3 Hotchkiss H39 chacun[11]
    - 3 chars Hotchkiss de volant[13]

  - 2e escadron de motocyclistes : lieutenant Morin[11]
    - 4 pelotons (sous-lieutenants Redon, Mirail et Fouillet et adjudant Kokel), de 2 groupes de combat sur side-cars (2 FM 24/29 par groupe)[11]
    - 1 mortier de 60[11]
- Escadron de mitrailleuses et de canons : Capitaine de Mangou[11]
  - 2 pelotons de mitrailleuses (lieutenant Saucy et sous-lieutenant Berry), de 4 Hotchkiss modèle 1914 chacun[11]
  - 2 groupes de canons (lieutenant Baron et sous-lieutenant Kiffer), de 2 Canons de 25 antichars chacun[11]